# Tổng thống Kosovo
Tổng thống Kosovo (tiếng Albania: Presidenti i Kosovës; tiếng Serbia: Председник Косова, đã Latinh hoá: Predsednik Kosova), chính thức là tổng thống Cộng hòa Kosovo (tiếng Albania: Presidenti i Republikës së Kosovës; tiếng Serbia: Председник Републике Косова, đã Latinh hoá: Predsednik Republike Kosova), là nguyên thủ quốc gia của Kosovo. Tổng thống do Quốc hội bầu bằng hình thức bỏ phiếu kín. Nhiệm kỳ của tổng thống là năm năm và tổng thống không được giữ chức vụ quá hai nhiệm kỳ.

## Lịch sử
Tổng thống đầu tiên sau Chiến tranh Kosovo là Ibrahim Rugova, giữ chức vụ cho đến khi qua đời vào tháng 1 năm 2006. Fatmir Sejdiu kế nhiệm Rugova. Khi Sejdiu từ chức vào ngày 27 tháng 9 năm 2010, Jakup Krasniqi giữ quyền tổng thống. Ngày 22 tháng 2 năm 2011, Behgjet Pacolli trúng cử tổng thống, nhưng nhanh chóng phải từ chức sau khi kết quả bầu cử bị tòa án hiến pháp hủy bỏ vì trái với hiến pháp. Ngày 7 tháng 4 năm 2011, Phó giám đốc Cảnh sát Kosovo, Thiếu tướng Atifete Jahjaga trúng cử tổng thống.

## Danh sách tổng thống Kosovo
Liên minh Dân chủ Kosovo       Đảng Dân chủ Kosovo       Liên minh Kosovo Mới       Chính khách độc lập       Guxo       Vetëvendosje
| No.                                             | Hình            | Họ tên (Năm sinh – Năm mất)  | Nhiệm kỳ            | Nhiệm kỳ              | Nhiệm kỳ              | Đảng                     | Bầu cử          |
| No.                                             | Hình            | Họ tên (Năm sinh – Năm mất)  | Nhậm chức           | Mãn nhiệm             | Thời gian giữ chức vụ | Đảng                     | Bầu cử          |
| Cộng hoà Kosova                                 | Cộng hoà Kosova | Cộng hoà Kosova              | Cộng hoà Kosova     | Cộng hoà Kosova       | Cộng hoà Kosova       | Cộng hoà Kosova          | Cộng hoà Kosova |
| ----------------------------------------------- | --------------- | ---------------------------- | ------------------- | --------------------- | --------------------- | ------------------------ | --------------- |
| 1                                               | Ibrahim Rugova  | Ibrahim Rugova (1944–2006)   | 25 tháng 1 năm 1992 | 1 tháng 2 năm 2000    | 8 năm, 7 ngày         | Liên minh Dân chủ Kosovo | 1992            |
| Phái bộ quản lý lâm thời Liên Hợp Quốc ở Kosovo |                 |                              |                     |                       |                       |                          |                 |
| (1)                                             | Ibrahim Rugova  | Ibrahim Rugova (1944–2006)   | 4 tháng 3 năm 2002  | 21 tháng 1 năm 2006 † | 3 năm, 323 ngày       | Liên minh Dân chủ Kosovo | 2002            |
| —                                               | Nexhat Daci     | Nexhat Daci (1944–) Quyền    | 21 tháng 1 năm 2006 | 10 tháng 2 năm 2006   | 20 ngày               | Liên minh Dân chủ Kosovo | —               |
| 2                                               | Fatmir Sejdiu   | Fatmir Sejdiu (1951–)        | 10 tháng 2 năm 2006 | 17 tháng 2 năm 2008   | 2 năm, 7 ngày         | Liên minh Dân chủ Kosovo | 2006            |
| Kosovo                                          |                 |                              |                     |                       |                       |                          |                 |
| (2)                                             | Fatmir Sejdiu   | Fatmir Sejdiu (1951–)        | 17 tháng 2 năm 2008 | 27 tháng 9 năm 2010   | 2 năm, 222 ngày       | Liên minh Dân chủ Kosovo | 2008            |
| —                                               | Jakup Krasniqi  | Jakup Krasniqi (1951–) Quyền | 27 tháng 9 năm 2010 | 22 tháng 2 năm 2011   | 148 ngày              | Đảng Dân chủ Kosovo      | —               |
| 3                                               | Behgjet Pacolli | Behgjet Pacolli (1951–)      | 22 tháng 2 năm 2011 | 4 tháng 4 năm 2011    | 41 ngày               | Liên minh Kosovo Mới     | 2011            |
| —                                               | Jakup Krasniqi  | Jakup Krasniqi (1951–) Quyền | 4 tháng 4 năm 2011  | 7 tháng 4 năm 2011    | 3 ngày                | Đảng Dân chủ Kosovo      | —               |
| 4                                               | Atifete Jahjaga | Atifete Jahjaga (1975–)      | 7 tháng 4 năm 2011  | 7 tháng 4 năm 2016    | 5 years               | Độc lập                  | 2011            |
| 5                                               | Hashim Thaçi    | Hashim Thaçi (1968–)         | 7 tháng 4 năm 2016  | 5 tháng 11 năm 2020   | 4 năm, 212 ngày       | Đảng Dân chủ Kosovo      | 2016            |
| —                                               | Vjosa Osmani    | Vjosa Osmani (1982–) Quyền   | 5 tháng 11 năm 2020 | 22 tháng 3 năm 2021   | 137 ngày              | Guxo                     | —               |
| —                                               | Glauk Konjufca  | Glauk Konjufca (1981–) Quyền | 22 tháng 3 năm 2021 | 4 tháng 4 năm 2021    | 13 ngày               | Vetëvendosje             | —               |
| 6                                               | Vjosa Osmani    | Vjosa Osmani (1982–)         | 4 tháng 4 năm 2021  | Incumbent             | 4 năm, 0 ngày         | Guxo                     | 2021            |